# Wilton (North Dakota)
Wilton is een plaats (city) in de Amerikaanse staat North Dakota, en valt bestuurlijk gezien onder Burleigh County en McLean County.

## Demografie
Bij de volkstelling in 2000 werd het aantal inwoners vastgesteld op 807.
In 2006 is het aantal inwoners door het United States Census Bureau geschat op 740, een daling van 67 (-8,3%).

## Geografie
Volgens het United States Census Bureau beslaat de plaats een oppervlakte van
1,5 km², geheel bestaande uit land. Wilton ligt op ongeveer 662 m boven zeeniveau.

## Plaatsen in de nabije omgeving
De onderstaande figuur toont nabijgelegen plaatsen in een straal van 40 km rond Wilton.